# Большая Булухта
Большая Булухта — река в России, протекает в Республике Алтай, по Усть-Коксинскому району. Устье реки находится в 29 км по правому берегу реки Тюгурюк. Длина реки составляет 11 км.
Берёт начало в болоте на высоте свыше 1636 метров нум и течёт на юг. Вскоре поворачивает на юго-восток и восток.
Слева принимает реку Малая Булухта, а справа — Булухтёнок.
Ущелье реки покрыто кедровым лесом.

## Данные водного реестра
По данным государственного водного реестра России относится к Верхнеобскому бассейновому округу, водохозяйственный участок реки — Катунь, речной подбассейн реки — Бия и Катунь. Речной бассейн реки — (Верхняя) Обь до впадения Иртыша.